# Mesxhidi-Aksa-Moschee

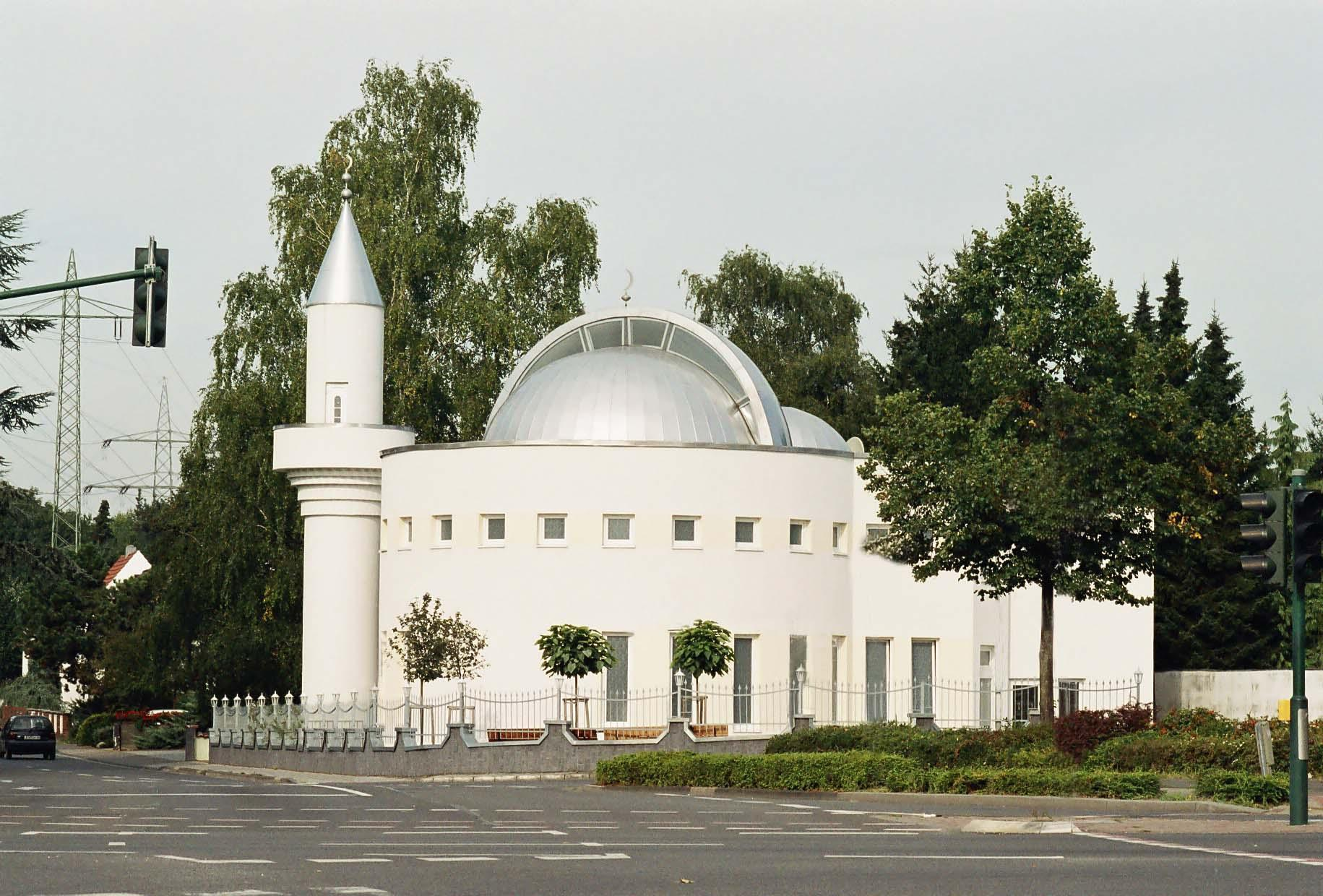
Die Mesxhidi-Aksa-Moschee bei Tag …

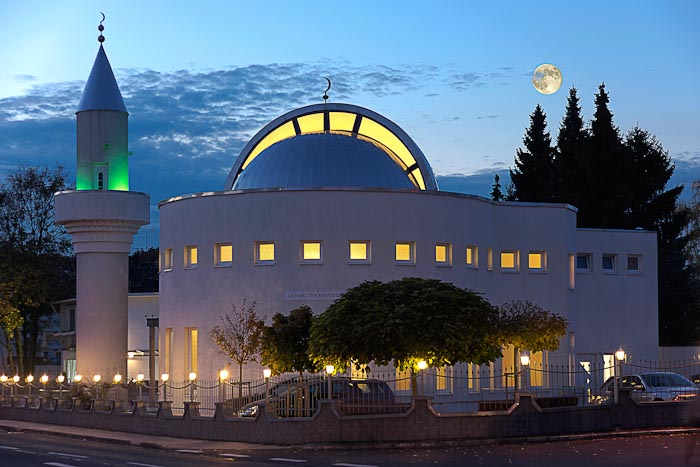
… und bei Nacht

Die Mesxhidi-Aksa-Moschee Leverkusen (Eigenschreibweise auch Mesxhidiaksa Moschee) ist eine von albanischen Muslimen gegründete Moschee im Leverkusener Stadtteil Küppersteg.

## Geschichte
Die Gemeinde existiert seit 1985 und war zur damaligen Zeit in der Niederfeldstraße im Stadtteil Leverkusen-Wiesdorf angesiedelt. Die Gemeinde musste ihren Sitz verlegen, als der Neuland-Park in Leverkusen eingerichtet wurde. Im Jahre 2004 fasste sie den Entschluss, einen Neubau zu errichten. Zum ersten Mal in der Geschichte der albanischen Diaspora in Europa entstand 2005 eine repräsentative Moschee mit Minarett und Kuppel, die aus zwei ineinander verschachtelten unterschiedlich großen Kuppeln besteht. Entworfen wurde die Moschee vom Kölner Architekturbüro Metin Keskin. Die Moschee ist in albanischer Trägerschaft ohne Dachverband.
Der Trägerverein ist der Moscheeverein „Moschee Mesxhidiaksa e.V.“

## Beschreibung
Die Moschee umfasst mehrere Räumlichkeiten, so beispielsweise eine Bibliothek und eine Frauenempore. Die Moschee nimmt an vielen verschiedenen Integrationsprojekten teil, so beispielsweise am Integrationsrat. Der Gebetssaal hat eine  mosaikverzierter Mihrāb (Gebetsnische), rechts daneben die Mimbar (Kanzel) und links daneben das Kursi (erhöhter Predigtstuhl).

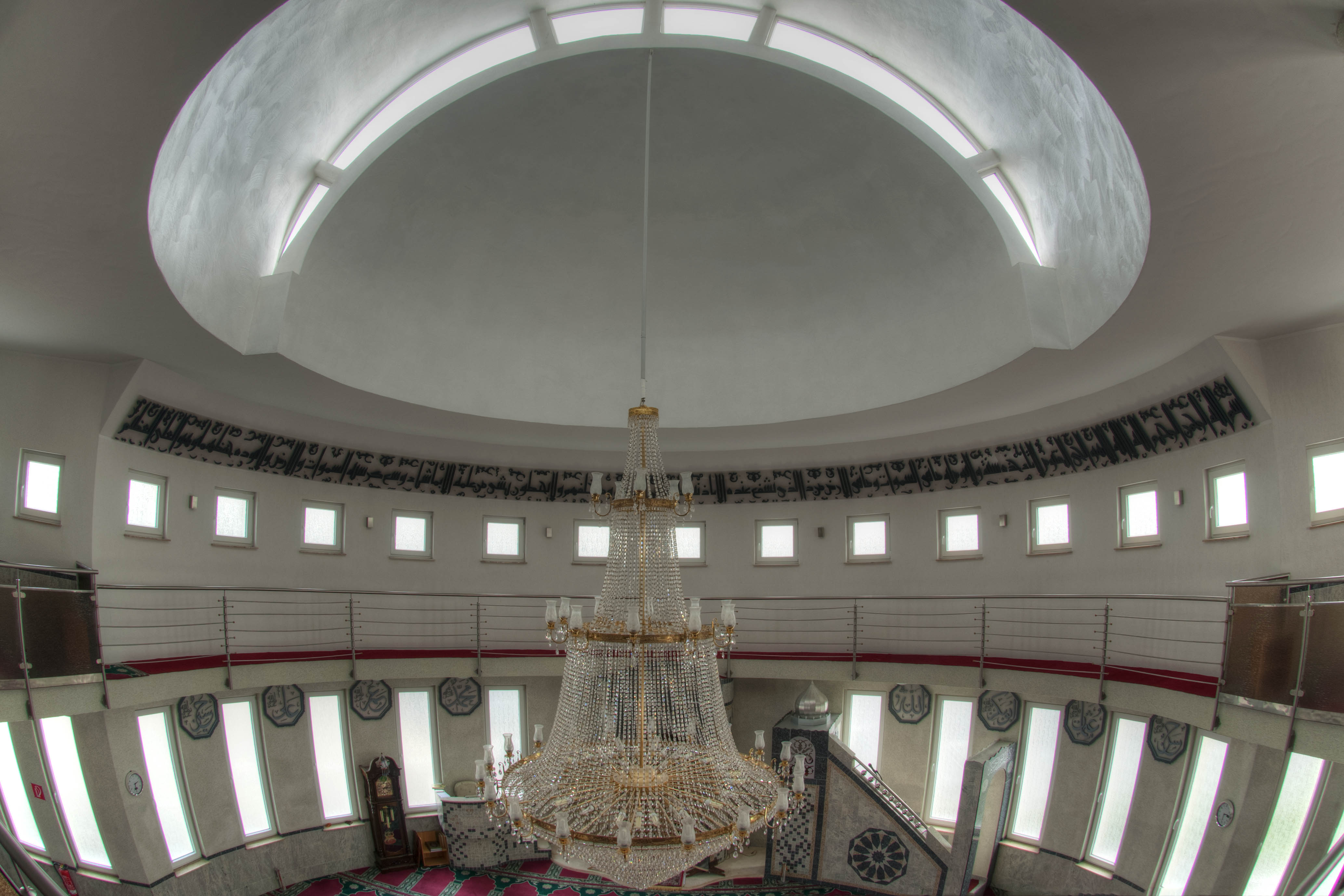
Kuppel der Mesxhidi-Aksa-Moschee

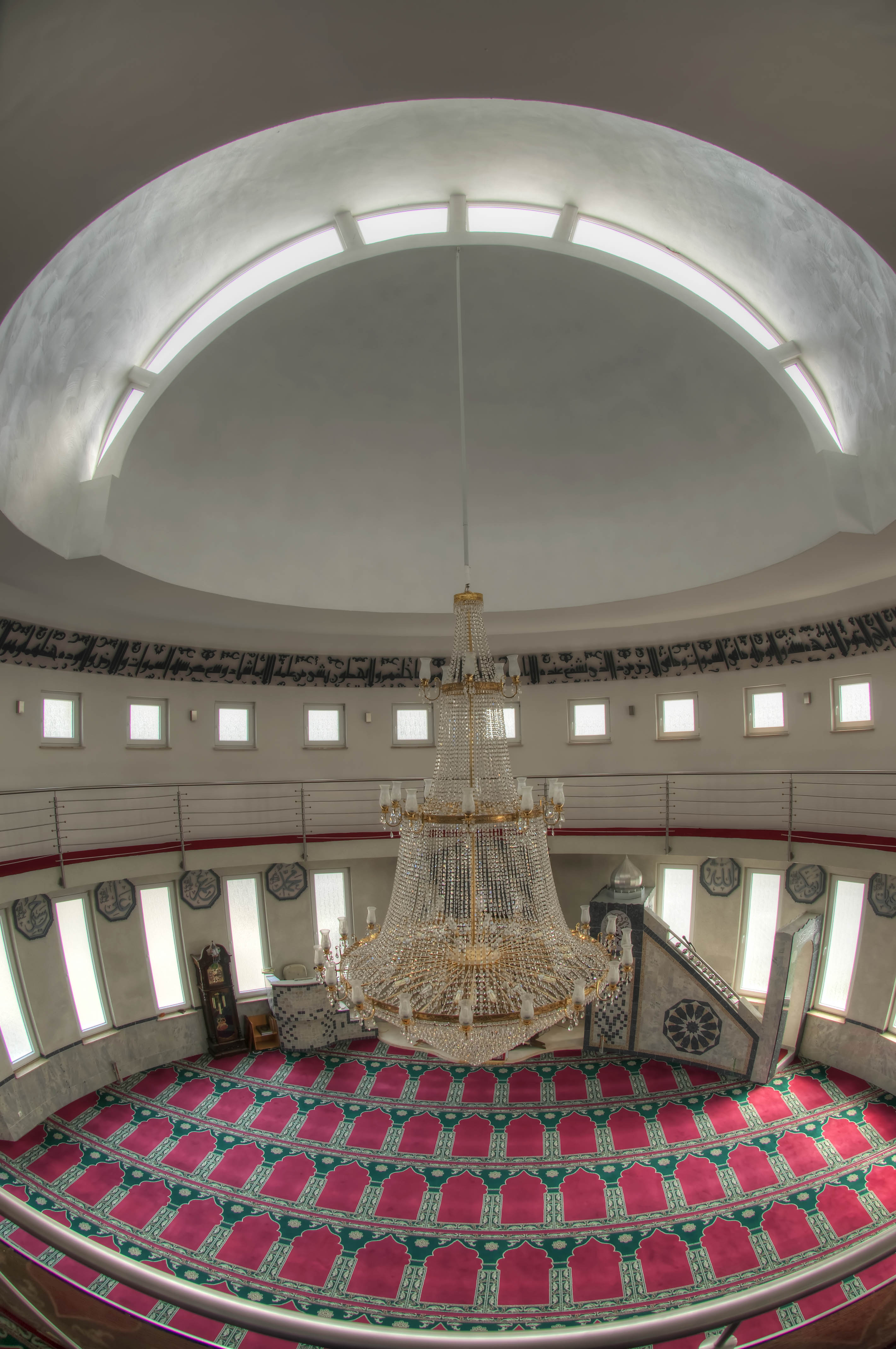
Der Gebetsraum der Mesxhidi-Aksa-Moschee

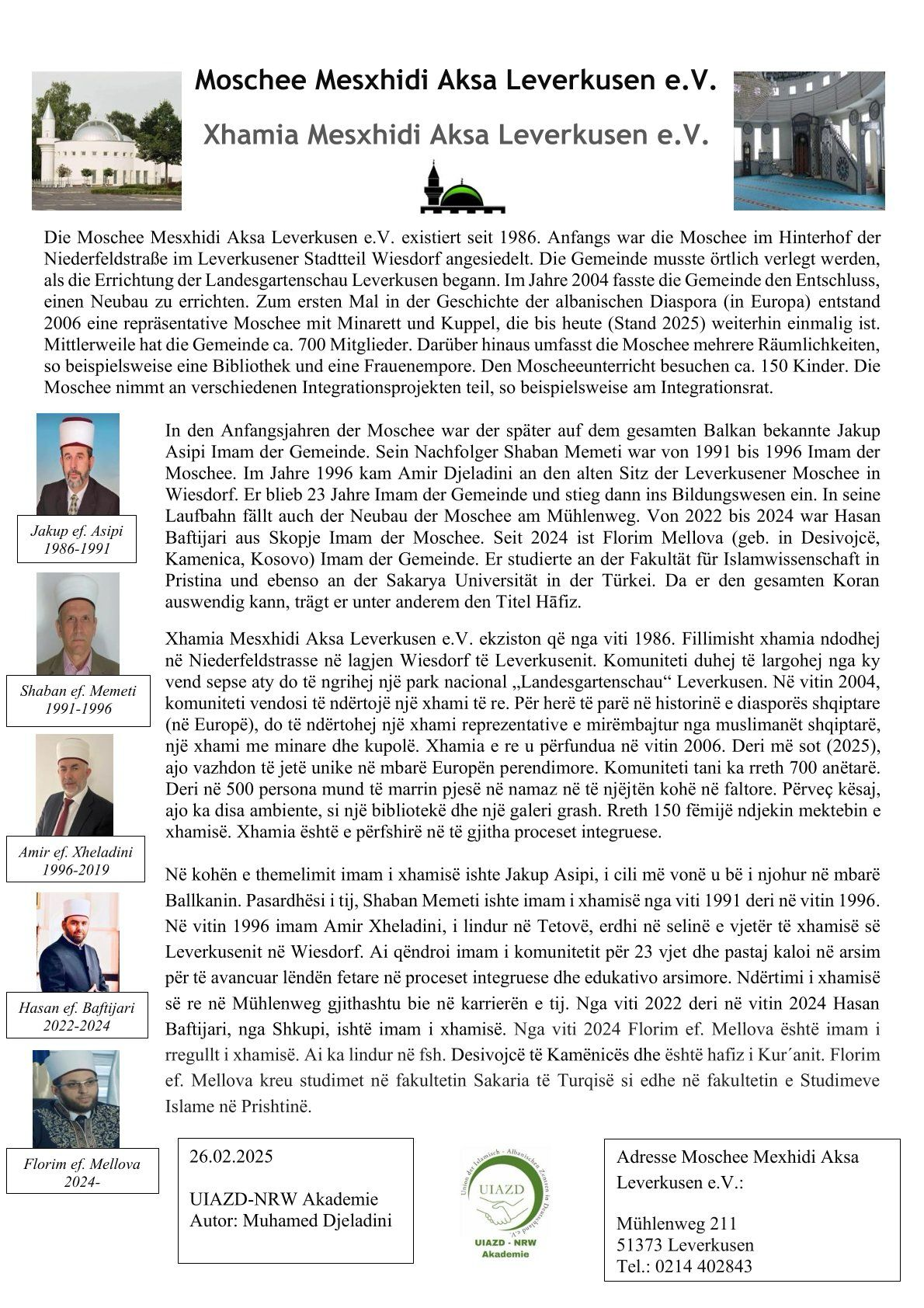
Eine kurze Übersicht zur Mesxhidi-Aksa-Moschee und den Imamen, die dort tätig waren. Deutsch/Albanisch